# Мавры

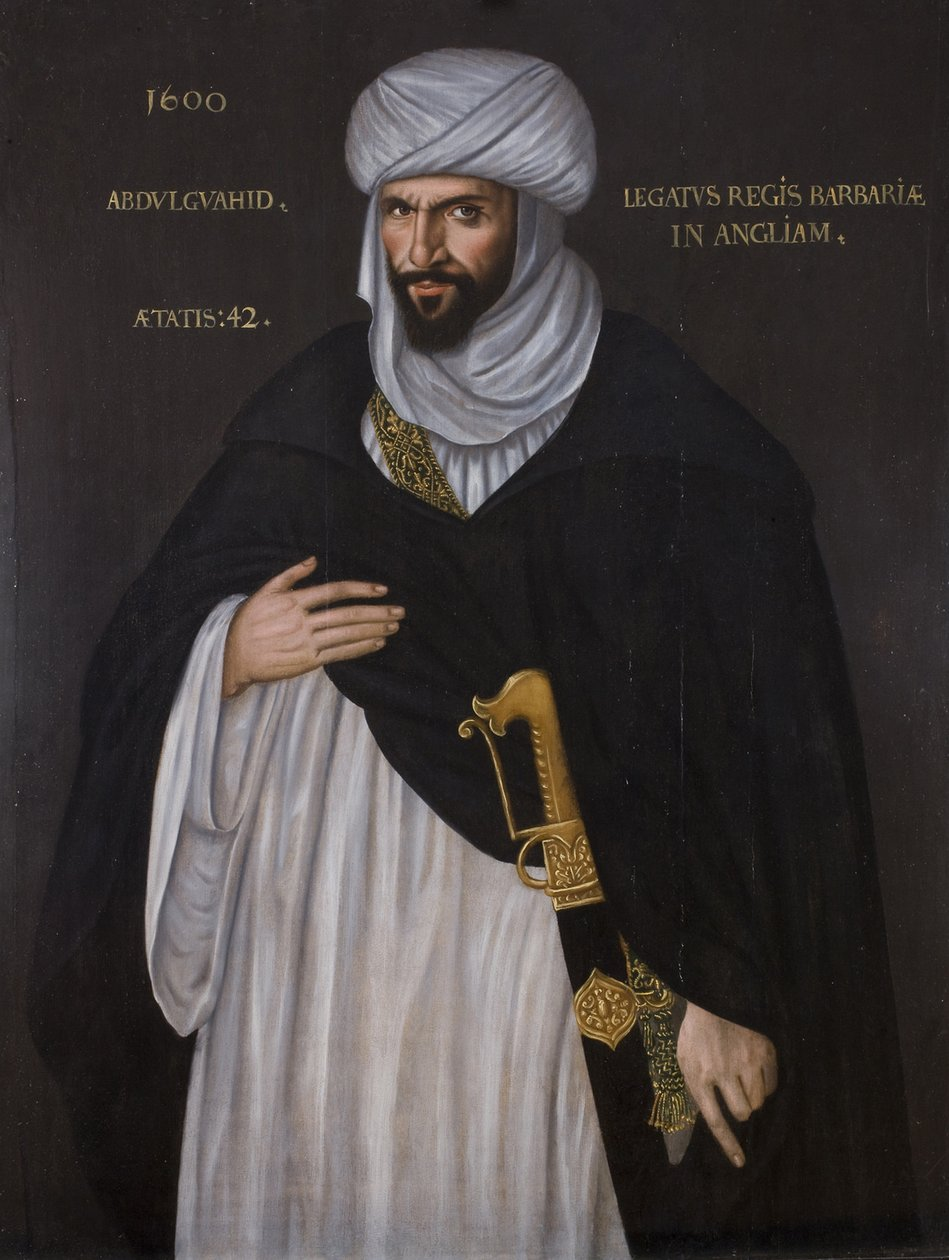
Мавр, Абд аль-Вахид ибн Масуд ибн Мухаммед Анун, маврский посол к английской королеве Елизавете I

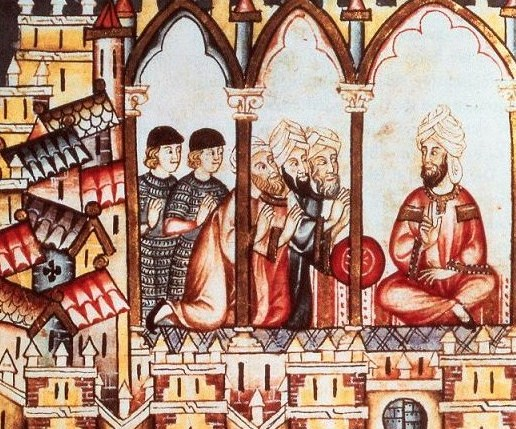
Кастильские послы пытаются убедить мавританского короля Альмохадов Умара аль-Мустафика присоединиться к их альянсу (современное изображение из Кантигас де Санта-Мария)

Ма́вры (от мн. ч. лат. Mauri (ед. ч. maurus) из др.-греч. ἀμαυρός — «чёрные, тёмные люди») — население древней Мавретании; исповедовавшие ислам берберы и африканские племена северо-западной Африки и Европы, в период между VII и XVII веками.
Термин «мавры» применяется в отношении как арабов и берберов, которые завоевали Иберийский полуостров и поселились там в VIII веке, так и той части жителей завоёванных территорий (и их потомков), которые стали мусульманами. 
Из-за своей неточности термин «мавры» редко используется историками. Прилагательное «мавританский» тем не менее часто используется применительно к произведениям искусства и культуры, которые появились в тех частях Испании, которые находились под мусульманским господством. Оставшиеся после завоевания Гранады и принявшие христианство мавры известны под именем «морисков».

## Арабское завоевание Пиренейского полуострова

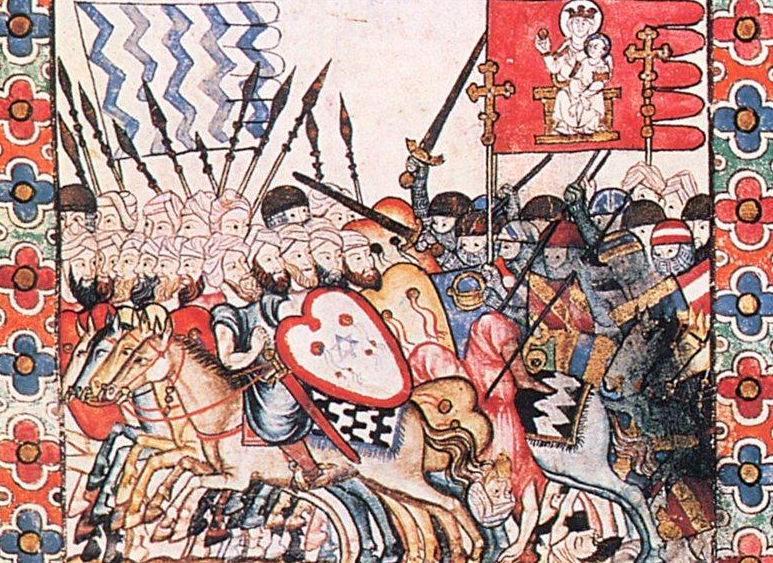
Мавританская и христианская битва Реконкисты, взято из Кантигас де Санта-Мария

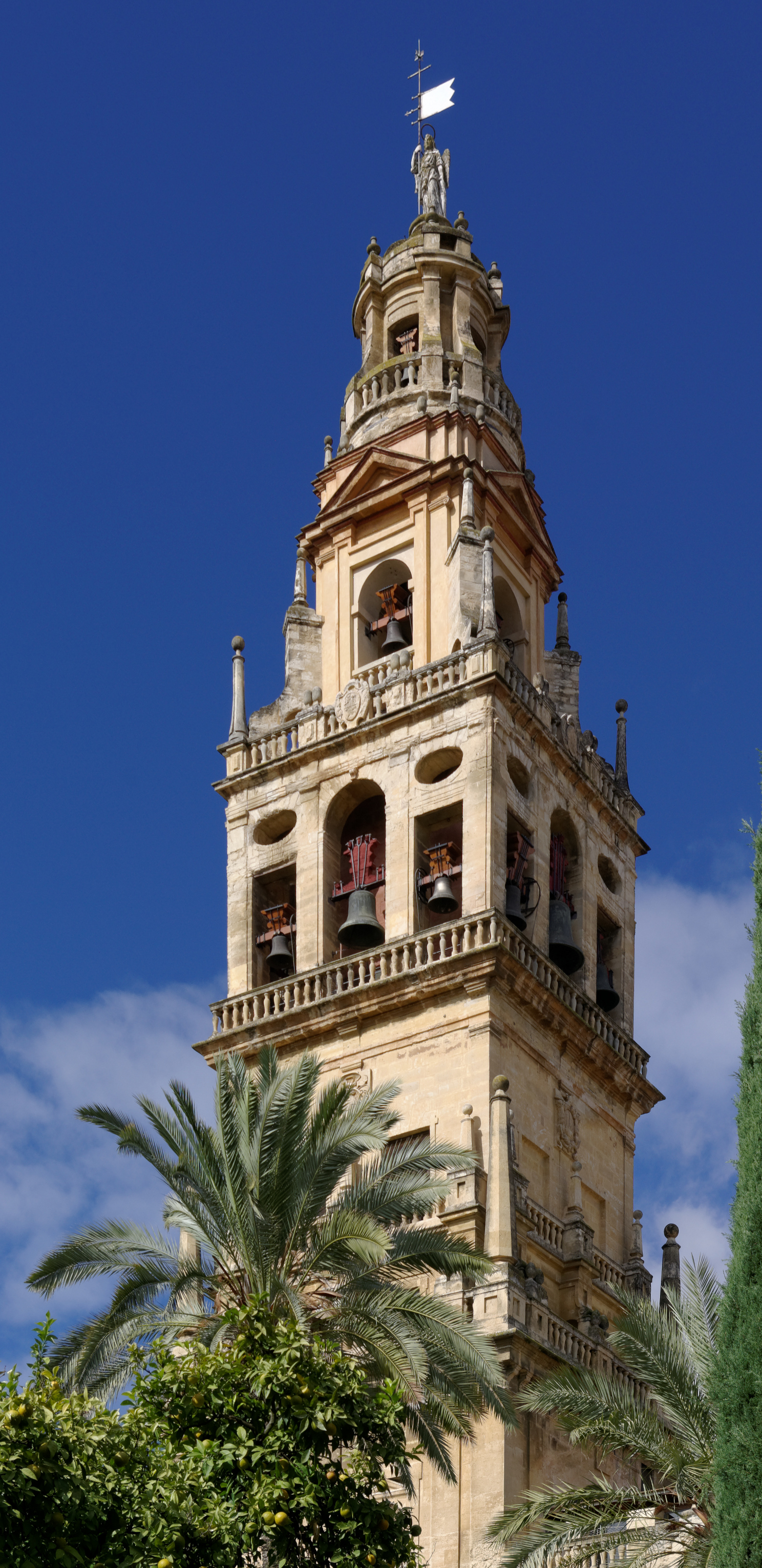
Минарет кафедральной мечети в Кордове (Мескита)

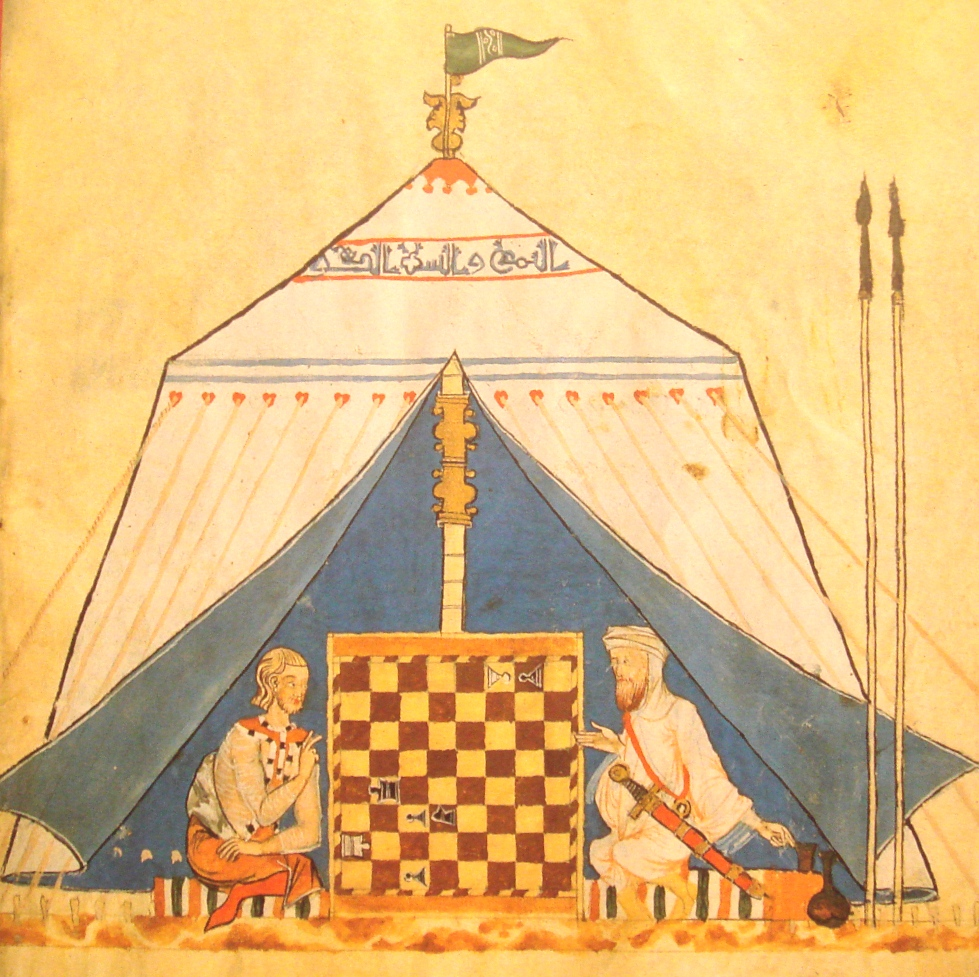
Христианин и мавр играют в шахматы, из «Книги игр» Альфонсо X, около 1285

В конце VII века арабы, сделав своим опорным пунктом город Кайруан на востоке современного Туниса, завоевали Северную Африку, к 709 году дошли до Танжера и берегов Атлантического океана. В 711 году арабы и берберы во главе с Тариком ибн-Зиядом высадились на Пиренейском полуострове. Разгромив вестготов 19 июля 711 года у озера Ханда и одержав победу у Эсихи, арабские войска взяли Кордову, Толедо — столицу Вестготского королевства и другие города.
Войско прибывшего в 712 году из Северной Африки Мусы ибн Нусайра заняло Медину-Сидонию, Кармону, Севилью и Мериду.
К 718 году Пиренейский полуостров, за исключением небольшой части на севере, перешёл в руки арабов. В 720 году они вторглись в Галлию, заняли Септиманию и Нарбонну. Дальнейшее их продвижение в Европу было остановлено после разгрома арабских войск франкской конницей и пехотой Карла Мартелла близ Пуатье 4 октября 732 года. В 759 году Пипин Короткий выбил арабов из Нарбонны и Септимании.
На завоёванных испанских территориях арабы образовали эмират, входивший в состав халифата Омейядов; в 756 году Омейяды основали независимый Кордовский эмират, а в 929 году — Кордовский халифат. Среди местного населения стал распространяться ислам.
Местным светским и церковным землевладельцам, изъявившим покорность завоевателям, была оставлена часть принадлежавших им ранее земель вместе с крестьянами. Значительная часть земель перешла в руки новой земельной знати из среды завоевателей. Наиболее плодородные земли юга и юго-востока заняли сами арабы; в центральной и северной частях страны арабы расселили входившие в их войска многочисленные племена берберов.
Наибольшего могущества Кордовский эмират (а с 929 года — халифат) достиг при Абдаррахмане III (правил в 912—961 годы). Развитие феодальных отношений привело в конце X века к ослаблению центральной власти. В 1031 году Кордовский халифат распался на множество мелких эмиратов. Это, в конечном счёте привело к его падению.

## Реконкиста

Тайфы Пиренейского полуострова около 1080 года

Центры сопротивления арабскому завоеванию возникли ещё в VIII веке на севере полуострова. Решающий этап Реконкисты начался после распада в 1031 Кордовского халифата. В 1085 году кастильцы взяли Толедо, ставший столицей Королевства Кастилии и Леона. Мелкие арабские государства, столкнувшиеся с этой угрозой, призвали на помощь Альморавидов из Северной Африки, которые, одержав победу в 1086 году при Салаке и приостановив ход Реконкисты, подчинили себе всю мусульманскую Испанию. Однако в 1118 году Арагон отвоевал у мавров Сарагосу. К середине XIII века у мавров осталась лишь небольшая территория на юге — Гранадский эмират. На западе Реконкисту проводила Португалия (в 1095—1139 годах графство, номинально зависимое от Леона; с 1139 года — королевство, в 1143 году признанное независимым и Леоном). В 1492 году Реконкиста завершилась взятием Гранады — последнего оплота мусульман на Пиренейском полуострове. Арабо-берберское население, оставшееся в Испании, насильственно обращалось в христианство. В 1492 году из Испании были изгнаны евреи, а в 1502 году — мавры, не принявшие христианства.
Потомки мавров-мусульман, оставшиеся на Пиренейском полуострове, назывались «мориско» (moriscos). Они составляли значительную часть крестьянства в некоторых регионах, таких как Арагон, Валенсия или Андалусия, однако в 1609—1614 годах в основном были изгнаны. По оценкам историков (Henre Lapeyre), изгнанию подверглись 300 тысяч из общего числа жителей, составлявшего примерно 8 миллионов. Изгнанники в основном переселились в современные Марокко, Тунис и Алжир, принеся туда свою культуру.

## Галерея

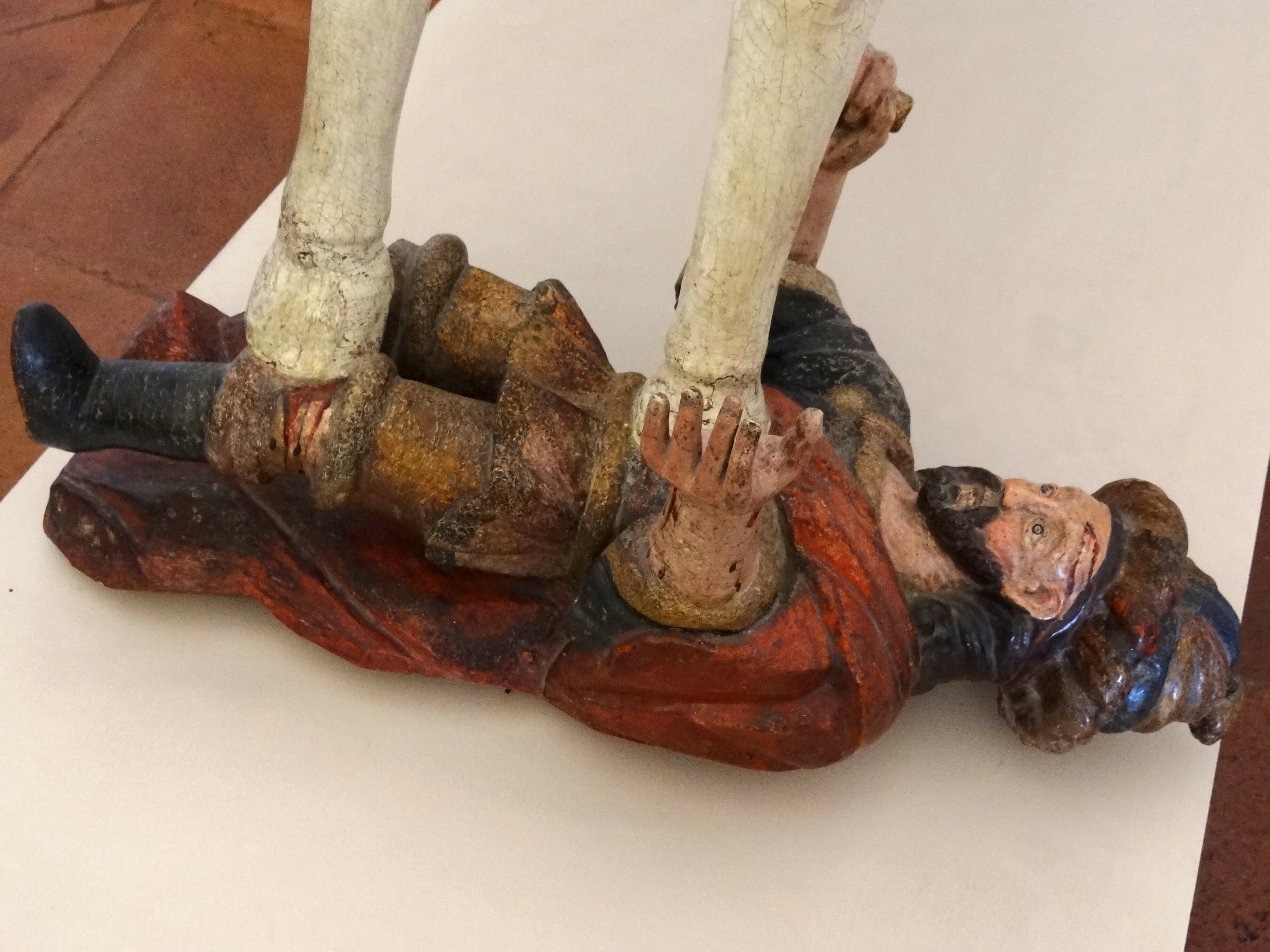
Фигура мавра, которого топчет лошадь конкистадора в Национальном музее наместничества в Тепоцотлане
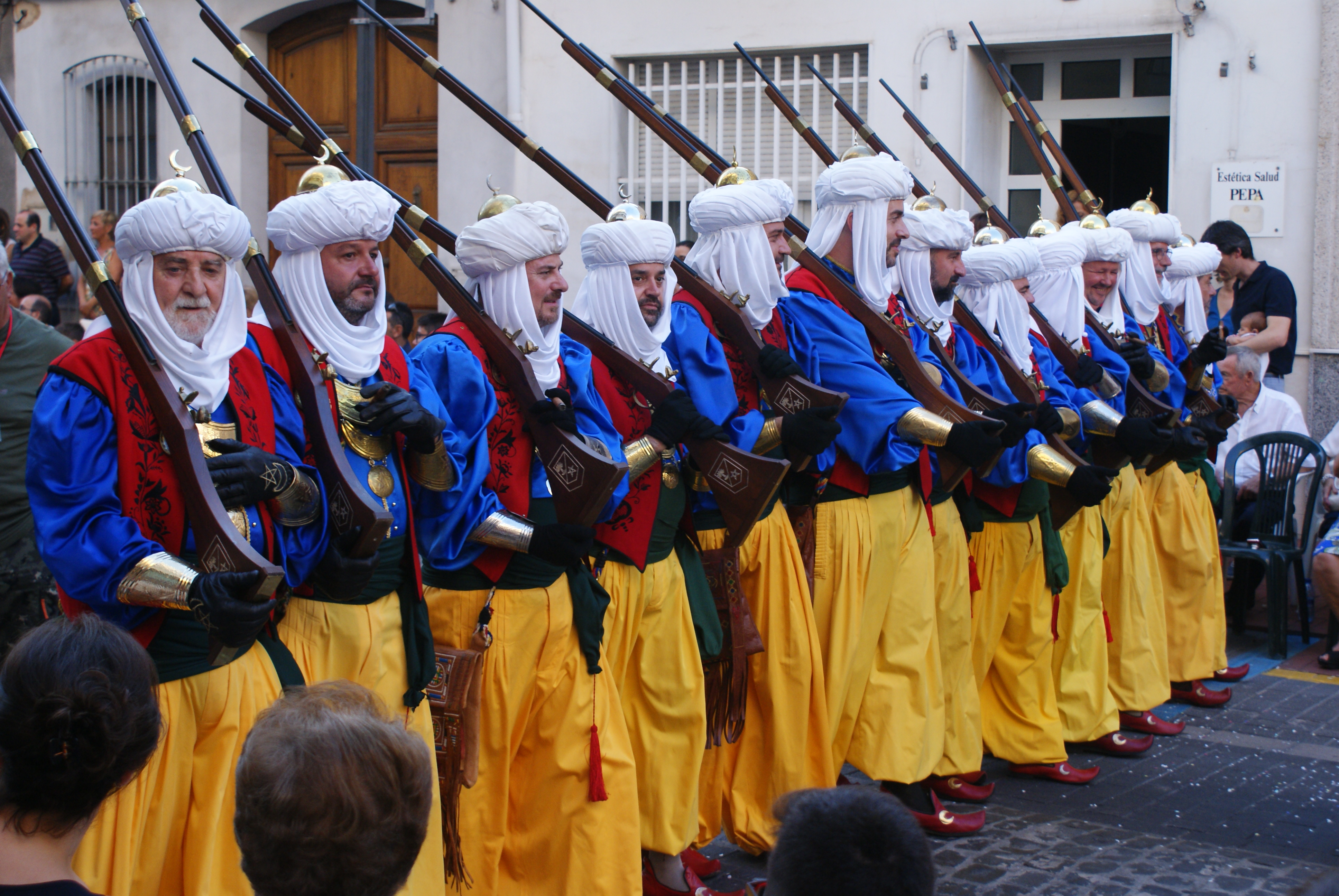
Фестиваль Мавры и христиане в Оливе
Это большая фреска, расположенная на потолке Зала королей Альгамбры, которая, возможно, изображает первых десяти султанов династии Насридов. Это готическая картина конца XIV века кисти художника-христианина из Толедо[7][8]
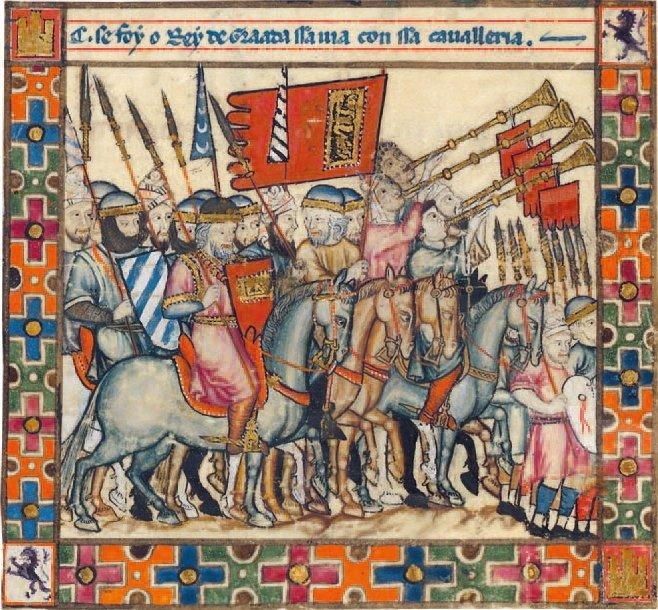
Изображение мавров в Иберии из Кантигас де Санта-Мария
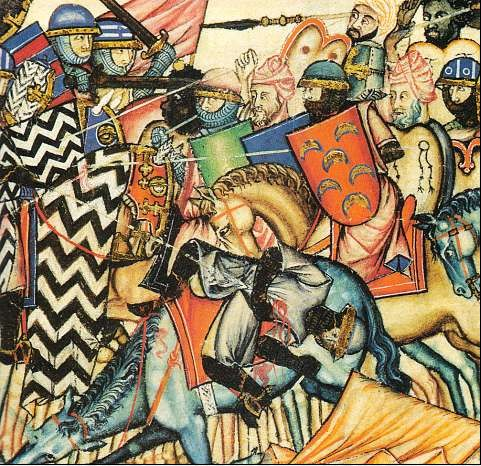
Мавританская армия (справа) Аль-Мансура во время Реконкисты в битве при Сан-Эстебан-де-Гормаз, из Кантигас де Альфонсо X эль-Сабио
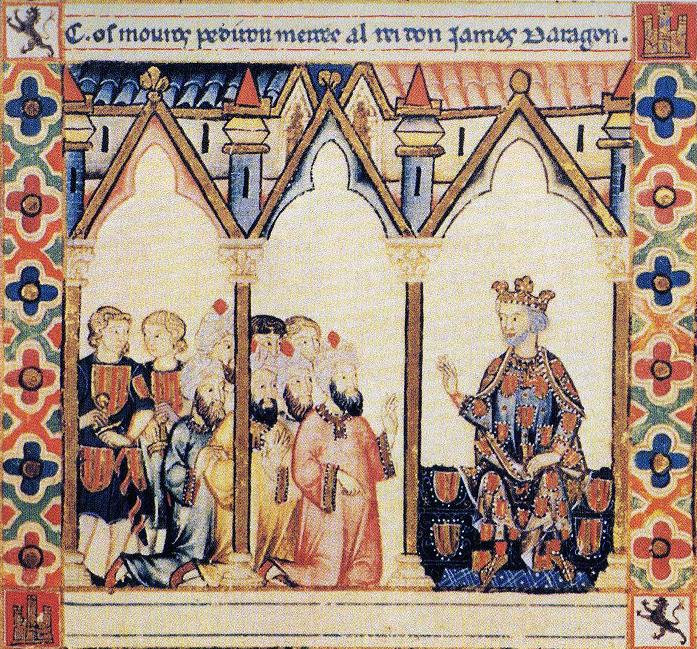
Мавры просят аудиенции у Хайме I Арагонского
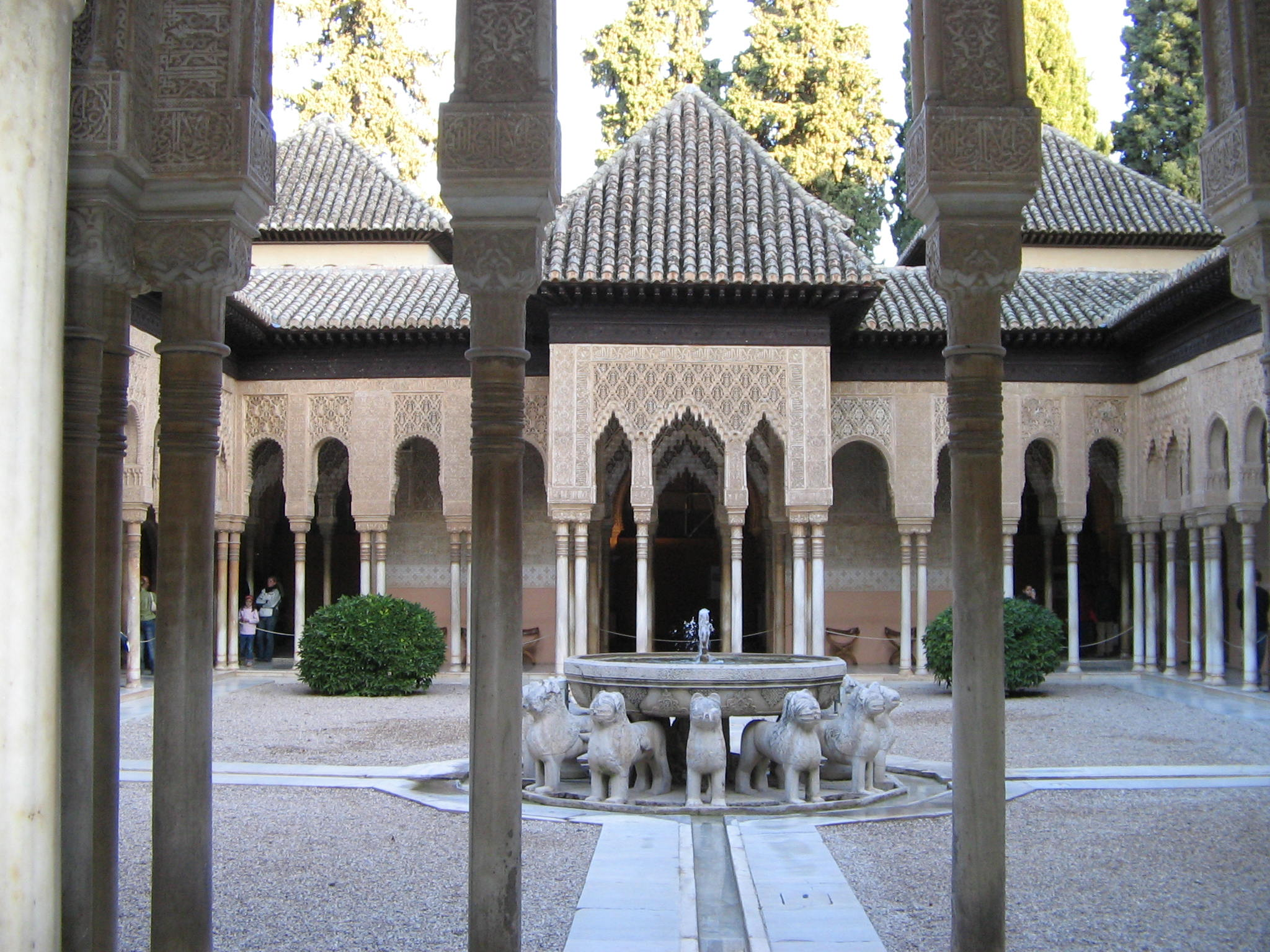
Львиный двор в Альгамбре, мавританском дворце, построенном в XIV веке в Гранаде, Испания
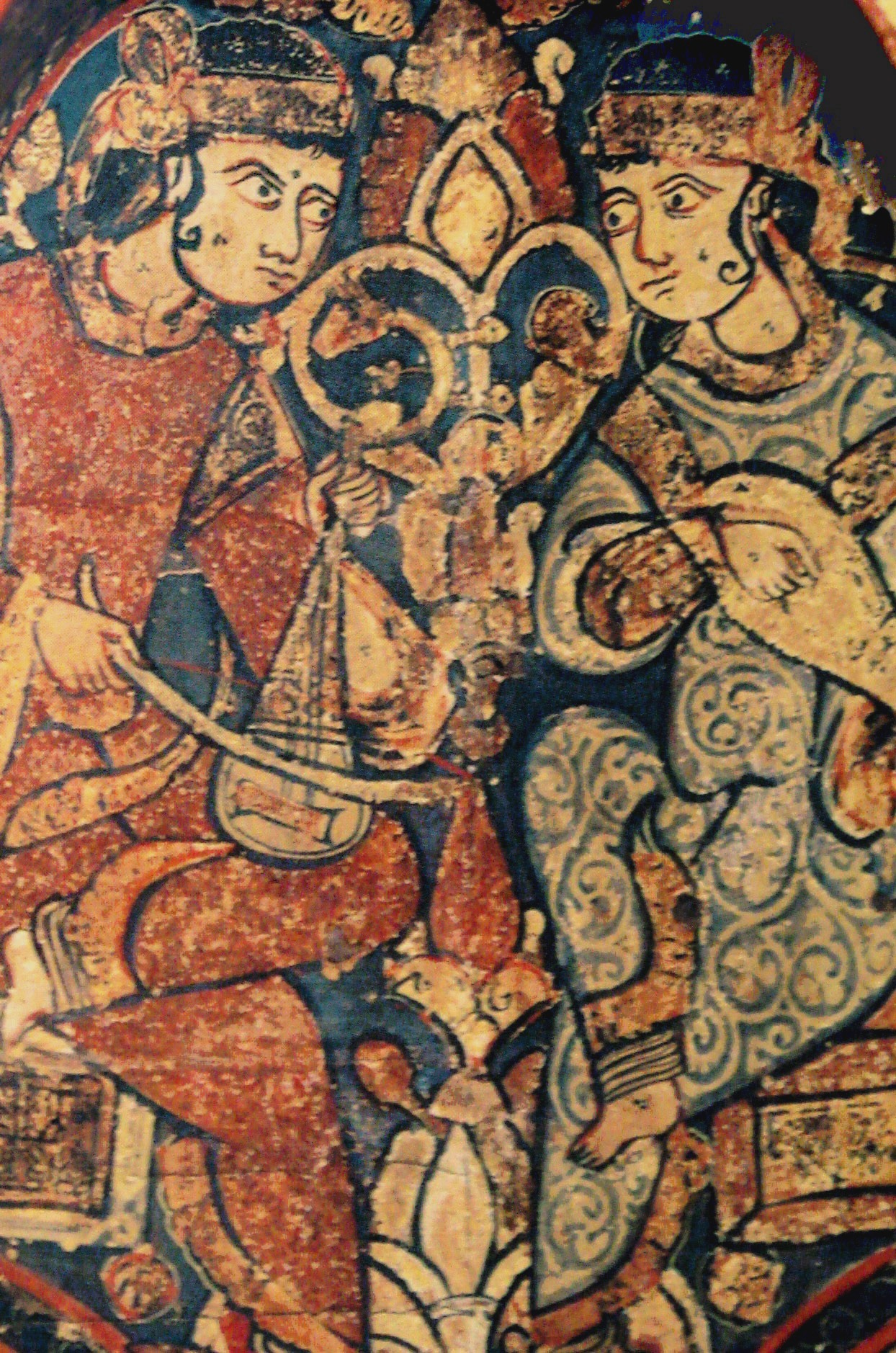
Мусульманские музыканты при дворе нормандского короля Рожера II
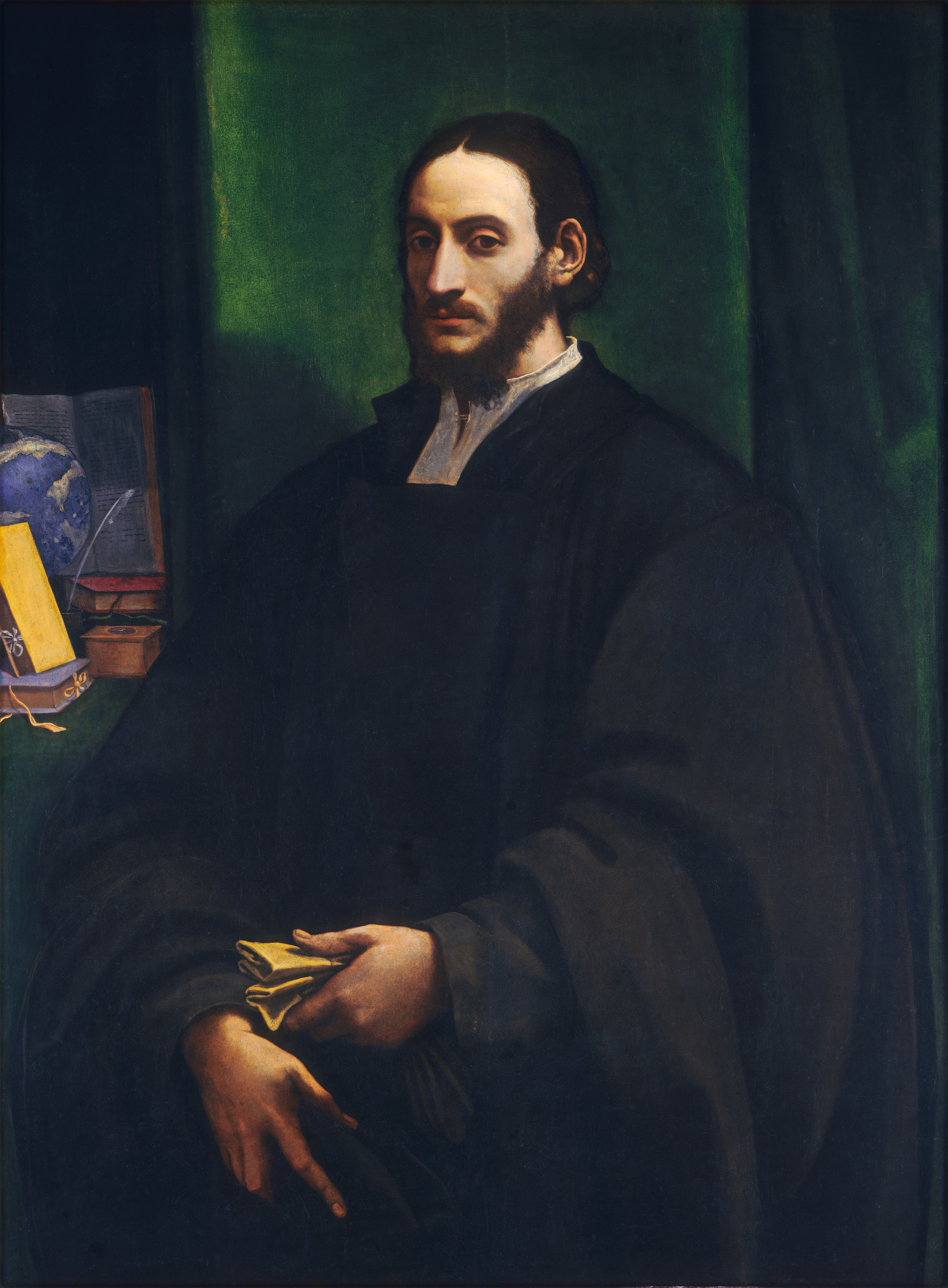
Лев Африканский родился в Гранаде